# Luiza Andaluz

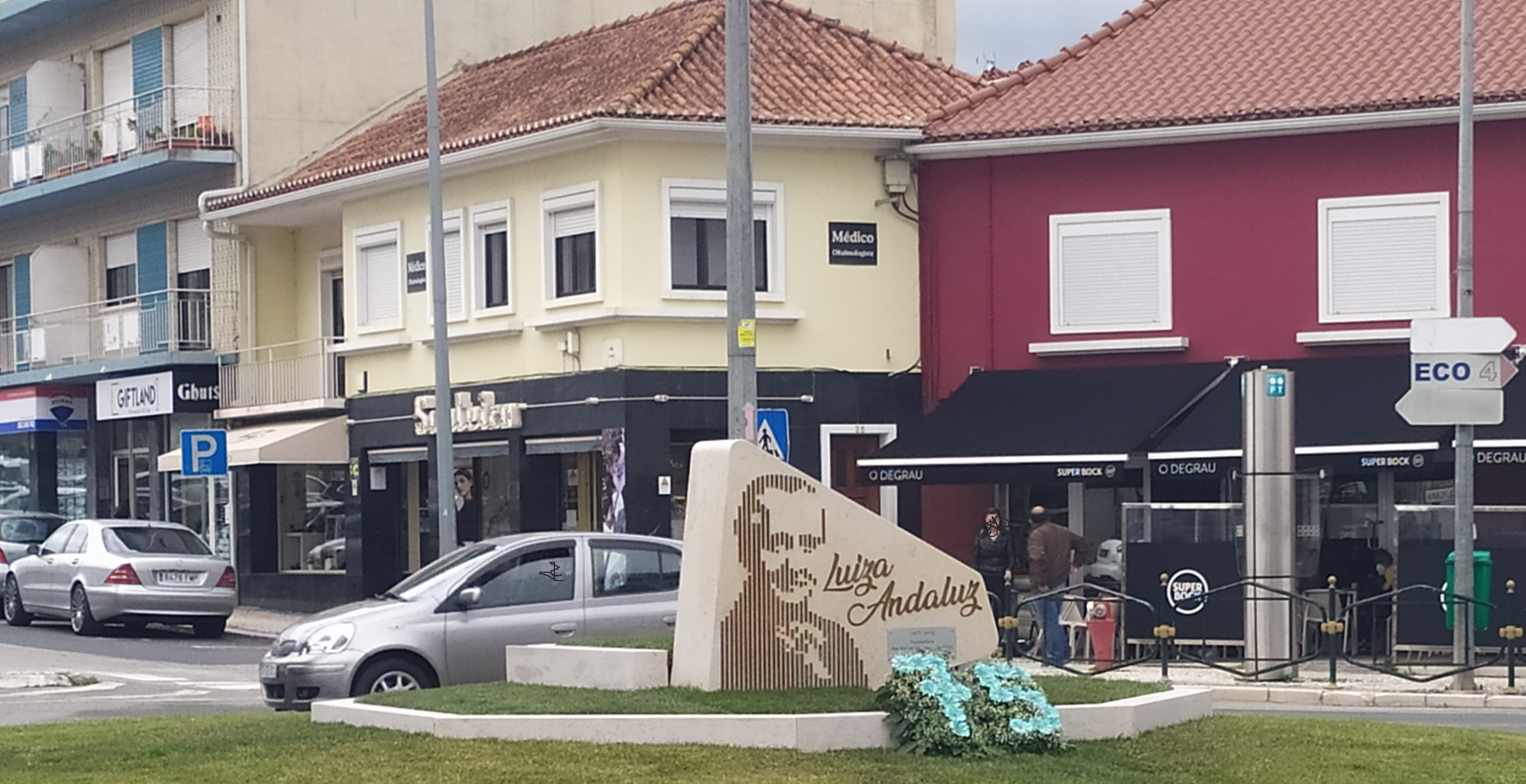
Monumento celebratório da vida de Luiza Andaluz, na rotunda central da vila da Benedita (Portugal), que recebeu o nome da religiosa, a pedido do paróco da igreja católica da vila, Gianfranco Ventura Bianco.

Luiza Andaluz (Marvila, Santarém, 12 de fevereiro de 1877 — Lisboa, 20 de agosto de 1973) foi uma religiosa católica e educadora portuguesa.

## Biografia
Luísa Maria Langstroth Figueira de Sousa Vadre Santa Marta Mesquita e Melo nasceu em 1877, filha de António Júlio de Sousa Vadre Santa Marta da Mesquita e Melo, Visconde de Andaluz, e de Ana Joaquina Langstroth Figueira. Foi a quinta filha de seis filhos. Era prima afastada (do lado materno) de Katherine Drexel, canonizada em 2000 pelo Papa João Paulo II, sendo também prima de Anselmo Braamcamp Freire.
Viveu ligada ao trabalho social, abrindo diversas Casas de Trabalho e colaborando com a Obra das Escolas Católicas num ambiente politico de uma conjuntura peculiar: no decorrer da ascensão e desmoronamento de três regimes, a monarquia, a Primeira República e o Estado Novo.
Em 1923, fundou a Congregação das Servas de Nossa Senhora de Fátima, na qual fez a sua profissão religiosa em 1939, data da aprovação canónica da congregação. 
No momento da sua morte, existiam trinta comunidades da Congregação em Portugal e Moçambique.

## Processo de Beatificação
A 19 de dezembro de 2017 o Papa Francisco aprovou o decreto que confirma as virtudes heróicas da Madre Andaluz, sendo assim declarada Venerável. A beatificação está agora dependente da confirmação teológica de um milagre por sua intercessão.

## Monumentos de homenagem
Existem pelo menos dois monumentos alusivos a Luíza Andaluz, sendo que ambos estão situados em rotundas: um deles na cidade de Santarém e outro na vila da Benedita. O primeiro foi inaugurudo em 2013 e o segundo em 2021.